# Jacksonella
Jacksonella este un gen de păianjeni din familia Linyphiidae.
Cladograma conform Catalogue of Life:
| Jacksonella | \| \| Jacksonella falconeri \| \| \| \| \| \| Jacksonella sexoculata \| \| \| \| |
|             | \| \| Jacksonella falconeri \| \| \| \| \| \| Jacksonella sexoculata \| \| \| \| |
|             | Jacksonella falconeri                                                            |
|             |                                                                                  |
|             | Jacksonella sexoculata                                                           |
|             |                                                                                  |